# Monaco ai Giochi della XXV Olimpiade
Monaco partecipò ai Giochi della XXV Olimpiade, svoltisi a Barcellona, Spagna, dal 25 luglio al 9 agosto 1992, con una delegazione di 2 atleti impegnati in due discipline.